# Jarosław Narkiewicz
Jarosław Narkiewicz, lit. Jaroslav Narkevič (ur. 1 stycznia 1962 w Trokach) – litewski polityk, nauczyciel i samorządowiec, działacz polskiej mniejszości narodowej na Litwie, poseł na Sejm Republiki Litewskiej, w latach 2019–2020 minister komunikacji.

## Życiorys
W 1983 ukończył Wileński Instytut Pedagogiczny. Pracował jako nauczyciel matematyki w Solkienikach (1983–1984) i Szklarach (1984–2002). Był wieloletnim dyrektorem szkoły podstawowej w Szklarach (1987–2002).
Związany politycznie z Akcją Wyborczą Polaków na Litwie, został jej przewodniczącym w  rejonie trockim. Był trzykrotnie z jej list wybierany do rady tego rejonu (w 2000, 2002 i 2007). Objął także kierownictwo regionalnych struktura Związku Polaków na Litwie. Od 2002 stał na czele wydziału oświaty rejonu wileńskiego, a od 2007 był wicedyrektorem administracji.
W wyborach parlamentarnych w 2008 startował w okręgu Wilno-Troki, przechodząc do II tury i pokonując w niej przedstawiciela Partii Wskrzeszenia Narodowego Aleksandra Sacharuka. W 2012 skutecznie ubiegał się o reelekcję, po czym został jednym z wiceprzewodniczących parlamentu. W 2016 został wybrany do Sejmu na kolejną kadencję.
W sierpniu 2019 objął stanowisko ministra komunikacji w rządzie Sauliusa Skvernelisa. Urząd ten sprawował do grudnia 2020. W tym samym roku znalazł się poza parlamentem, został asystentem deputowanego Czesława Olszewskiego. W 2023 ponownie wybrany na radnego rejonu trockiego. W wyborach parlamentarnych w 2024 został ponownie wybrany na posła, wygrywając w pierwszej turze w okręgu jednomandatowym Soleczniki-Wilno.

## Odznaczenia
W 2012 odznaczony Krzyżem Oficerskim Orderu Zasługi Rzeczypospolitej Polskiej. W 2004 otrzymał Złoty Krzyż Zasługi. W 2023 otrzymał Odznakę Honorową za Zasługi dla Polonii i Polaków za Granicą.